# Калинино (Русско-Полянский район)
Кали́нино — село в Русско-Полянском районе Омской области России. Административный центр Калининского сельского поселения.

## География
Село находится юго-восточной части Омской области, в степной зоне, в пределах Ишимской равнины, вблизи государственной границы с Казахстаном, на расстоянии примерно 38 км (по прямой) к юго-западу от посёлка городского типа Русская Поляна, административного центра района. Абсолютная высота — 121 м над уровнем моря.
Часовой пояс
Село Калинино, как и вся Омская область, находится в часовой зоне МСК+3. Смещение применяемого времени относительно UTC составляет +6:00.

## История
Основано в 1954 году как центральная усадьба целинного совхоза имени Калинина. Первые жители прибыли из Кировской области, а также соседних сёл Бессарабка и Черноусовка.

## Население
| 2010 |
| ---- |
| 785  |

Половой состав
По данным Всероссийской переписи населения 2010 года, в гендерной структуре населения мужчины составляли 46,2 %, женщины — соответственно 53,8 %.
Национальный состав
Согласно результатам переписи 2002 года, в национальной структуре населения русские составляли 71 % из 1034 чел.

## Улицы
| - ул. 40 лет Победы, - пер. Больничный, - ул. Водстроевская, - пер. Восточный, - ул. Гагарина, - ул. Железнодорожная, | - ул. Калинина, - ул. Комсомольская, - ул. Ленина, - ул. Мира, - ул. Молодёжная, - ул. Новая, | - ул. Рабочая, - ул. Садовая, - ул. Степная, - ул. Целинная, - пер. Школьный, - ул. Южная. |